# Alfred Körte
Alfred Körte (Berlino, 5 settembre 1866 – Lipsia, 6 settembre 1946) è stato un archeologo e filologo classico tedesco.

## Biografia
Era un fratello più giovane del chirurgo Werner Körte (1853-1937) e l'archeologo Gustav Körte (1852-1917). Nel 1896 sposò Frieda Gropius, figlia dell'architetto Martin Gropius (1824-1880).
Nel 1890 conseguì il dottorato presso l'Università di Bonn, dove fu l'allievo di Hermann Usener (1834-1905). Nel 1899 divenne professore ordinario all'Università di Greifswald e nel 1903 successe a Erich Bethe (1863-1940) all'Università di Basilea. Successivamente fi professore presso le Università di Giessen (dal 1906), Friburgo (dal 1914) e Lipsia (dal 1917), dove rimase fino al suo pensionamento nel 1934. Körte era membro dell'Accademia delle scienze sassoni e dell'Istituto Archeologico tedesco.
Alfred Körte era uno dei massimi esperti nello studio delle commedie greche, essendo ricordato per il suo lavoro editoriale e di traduzione su alcuni frammenti di papiro lasciati dal drammaturgo Menandro. Si specializzò nel campo della poesia ellenistica.
Nel 1900 assistette suo fratello, Gustav, con lo scavo iniziale dell'antica città di Gordio in Asia Minore, successivamente coautore di Gordion: Ergebnisse der Ausgrabung im Jahre 1900 (1904).
A partire dal 1923, con il filologo Richard Heinze (1867-1929), fu editore della rivista "Hermes". Contribuì con numerosi articoli alla "Pauly-Wissowa", una rinomata enciclopedia tedesca di studi classici.